# Ванеса Паради
Ванѐса Шанта̀л Парадѝ (на френски: Vanessa Chantal Paradis, произношение на френски , Ванеса̀) e френска певица, актриса и фотомодел. До началото на 2010 г. се е снимала общо в 12 филма. В България е известна с ролите си във филмите „Бащи трепачи“ (1998) и „Момичето на моста“ (2000).

## Биография
Ванеса Паради е родена в Сен Мор де Фосе, Франция, на 22 декември 1972 г. От малка има влечение по пеенето и танците. Получава европейска известност през 1987 г., с песента „Joe le taxi“. На следващата година излиза дебютният ѝ албум „M & J“, който става платинен. В киното дебютира през 1989 г. с главната роля на Матилд Тесие във филма „Noce blanche“.
От 1998 година живее с актьора Джони Деп, от когото има две деца: дъщеря Лили-Роуз Мелъди (27 май 1999) и син Джак (9 април 2002). През 2004 г. се връща към кино-кариерата си, играейки във филма „Атомен цирк, завръщането на Джеймс Батай“ на братята Поаро (Дидие и Тиери). През 2005 г. тя участва в първия филм на Серж Фрайдман, сценаристът на „Момичето на моста“, под названието „Ангел мой“. Включва се и в озвучаването на анимационния филм „Вълшебното приключение“. Също през 2005 г. работи със съпруга си над съвместен проект – филма „Човекът, който уби Дон Кихот“, тя - като Дулцинея, а Джони Деп – като Духът на Краля. Снимките на филма обаче не са завършени поради многочислени проблеми. През 2007 г. излиза новият албум на Ванеса „Divinidylle“.
През юни 2012 г. двойката Деп-Паради се разделя. Раздялата е много спокойна, а след нея Джони Деп купува за бившата си жена и децата къща в Холивуд.
От 30 юни 2018 г. Ванеса е омъжена за режисьора Самюел Беншетри, с когото започва да се среща 19 месеца преди сватбата.

## Дискография
- 1988 – M & J
- 1990 – Variations sur le même t’aime
- 1992 – Vanessa Paradis
- 1994 – Vanessa Paradis Live
- 2000 – Bliss
- 2001 – Vanessa Paradis au Zénith
- 2007 – Divinidylle
- 2008 – Divinidylle Tour
- 2009 – Best of Vanessa Paradis